# ASM Oran
Association Sportive Musulmane d’Oran w skrócie ASM Oran (arab. الجمعية الرياضية لمدينة وهران) – algierski klub sportowy z siedzibą w Oranie, grający w drugiej, a niegdyś w pierwszej lidze algierskiej.

## Historia
Klub powstał w 1933 roku. W roku 1992 występował w Pucharze Konfederacji, w którym doszedł do ćwierćfinału.
W sezonie 2005/2006 zespół zajął 3. miejsce w drugiej lidze i awansował do pierwszej ligi. W następnym sezonie zajął przedostatnie miejsce i spadł z powrotem do drugiej ligi.

## Sukcesy
- I liga[2]:
  - wicemistrzostwo (1): 1991.

- II liga[3]:
  - mistrzostwo (4): 1975, 1977, 1995, 2000.

- Puchar Algierii[4]:
  - finał (2): 1981, 1983.

## Występy w afrykańskich pucharach
| Sezon | Rozgrywki  | Runda       | Kraj       | Klub               | Dom | Wyjazd | Dwumecz |
| ----- | ---------- | ----------- | ---------- | ------------------ | --- | ------ | ------- |
| 1992  | Puchar CAF | 1           | Mauretania | ASC Air Mauritanie | 4–0 | 1–2    | 5–2     |
| 1992  | Puchar CAF | 2           |            | Al-Wahda Trypolis  | 3–0 | 1–3    | 4–3     |
| 1992  | Puchar CAF | ćwierćfinał | Tunezja    | CA Bizertin        | 0–0 | 0–2    | 0–2     |

## Stadion
Domowe mecze klub rozgrywa na stadionie o nazwie Stade Habib Bouakeul w Oranie. Stadion może pomieścić 20000 widzów.